# Ассинибойн (язык)
Ассинибойн (хохе, накота; англ. Assiniboine, англ. Hohe, Nakota, Nakoda, Nakona) — один из трёх дакотских языков сиуанской семьи на севере Великих равнин, на котором говорят около 200 членов племени ассинибойнов. Большинство носителей — старики. Название Asiniibwaan — оджибвейское слово, имеющее значение «каменные сиу».
Вместе с языками сиу и стони ассинибойн образует близкородственную группу дакотских языков, хотя степень взаимопонимания между ними невелика. Наряду с стони и диалектом янктонаи (язык сиу) ассинобойн представляет собой n-разновидность дакотских языков: их самоназвание имеет в анлауте n — Nakʰóta — в отличие от самоназваний двух других диалектов языка сиу дакота (Dakʰóta) и лакота (Lakʰóta).

## Фонология
|               |                | Губные | Альвеолярные | постальвеолярные | Велярные | Гортанные |
| ------------- | -------------- | ------ | ------------ | ---------------- | -------- | --------- |
| Смычные       | Придыхательные | pʰ     | tʰ           | tʃʰ              | kʰ       |           |
| Смычные       | Абруптивные    | pʼ     | tʼ           | tʃʼ              | kʼ       | ʔ         |
| Смычные       | Звонкие        | b      | d            | dʒ               | ɡ        |           |
| Фрикативные   | Глухие         |        | s            | ʃ                | x        | h         |
| Фрикативные   | Абруптивные    |        | sʼ           | ʃʼ               | xʼ       |           |
| Фрикативные   | Звонкие        |        | z            | ʒ                | ɣ        |           |
| Носовые       | Носовые        | m      | n            |                  |          |           |
| Аппроксиманты | Аппроксиманты  | w      |              | j                |          |           |

В языке ассинибойн пять ротовых гласных (i, u, e, o, a) и три назализованных (į, ų, ą).